# كيني بيشوب
كيني بيشوب (بالإنجليزية: Kenny Bishop)‏ هو كاتب أغاني أمريكي، ولد في 8 أبريل 1966.

## وصلات خارجية
- الموقع الرسمي